# Tisočletje
Tisočletje je časovno obdobje, ki traja tisoč let. Izraz se običajno nanaša na koledarsko tisočletje, povezano s koledarskim sistemom, lahko pa predstavlja kakršenkoli tako dolg časovni interval. Slednji pomen se običajno uporablja v povezavi z religioznimi in teološkimi pomeni. Predvsem v religioznih pomenih je pojem opredeljen manj natančno, ne nujno kot natančno 1000 let dolgo obdobje. 